# Енн Курсінскі
Енн Курсінскі (англ. Anne Kursinski, 16 квітня 1959) — американська вершниця.
Срібна призерка Олімпійських Ігор 1988 (командний конкур), 1996 (командний конкур) років, учасниця 1984, 1992 років.
Переможниця Панамериканських ігор 1983 (індивідуальний конкур), 1983 (командний конкур) років.